# Валя-Стежарулуй
Валя-Стежарулуй (рум. Valea Stejarului) — село у повіті Марамуреш в Румунії. Входить до складу комуни Ваду-Ізей.
Село розташоване на відстані 415 км на північ від Бухареста, 38 км на північний схід від Бая-Маре, 125 км на північ від Клуж-Напоки.

## Населення
За даними перепису населення 2002 року у селі проживали 546 осіб, з них 545 осіб (99,8%) румунів. Рідною мовою 545 осіб (99,8%) назвали румунську.